# Івановка (Саранський міський округ)
Іва́новка (рос. Ивановка) — присілок у складі Саранського міського округу Мордовії, Росія.

## Населення
Населення — 65 осіб (2010; 60 у 2002).
Національний склад (станом на 2002 рік):
- росіяни — 83 %